# П'єріна Морозіні
П'єріна Морозіні (Pierina Morosini; 7 січня 1931 — 6 квітня 1957) — італійська свята, католичка з Бергамо, була вбита під час спроби зґвалтування.
Беатифікована 4 жовтня 1987 року в базиліці Святого Петра. Вважається покровителькою жертв зґвалтування і мученицею цнотливості.

## Біографія

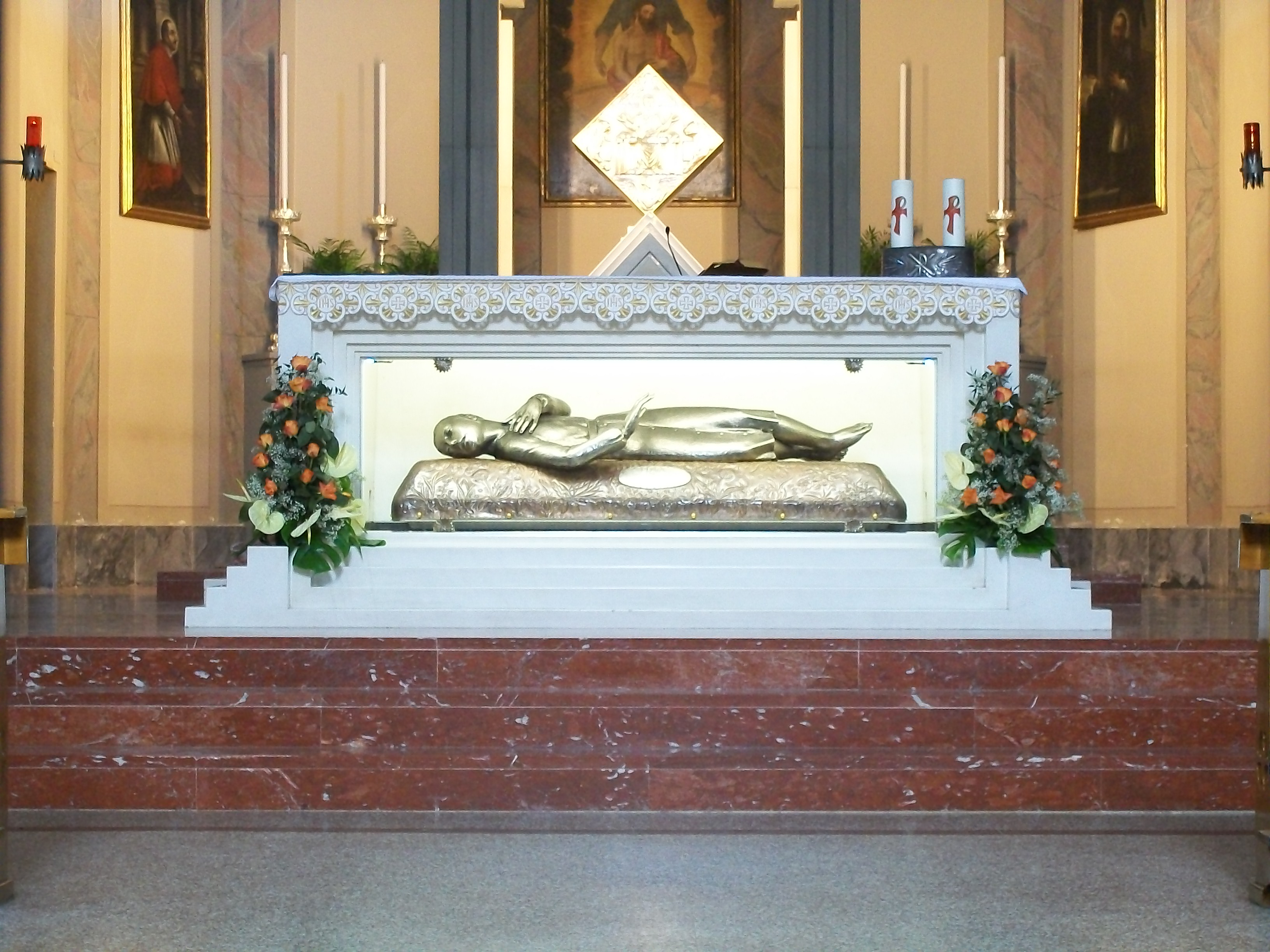
Могила.

П'єріна Морозіні народилася у Фіоббіо 7 січня 1931 року у сім'ї фермерів Рокко Морозіні та Сари Норіс. Вона була найстаршою з дев'яти дітей у сім'ї. Її хрещення відбулося 8 січня 1931 року в місцевій парафіяльній церкві. Вона отримала конфірмацію 10 січня 1937 року від єпископа Бергамо Адріано Бернареджі та приступила до Першого Причастя у травні 1938 року.
Морозіні прожила своє дитинство поблизу гір під час Другої світової війни і незабаром стала членом Католицької Акції в 1942 році. Згодом вона стала швачкою та працювала на текстильній фабриці в Альбіно. Наступного місяця після нещасного випадку вона була госпіталізована на короткий період і там зустріла священика — капуцина Лучано Молоньї, який став її духовним наставником. Морозіні за все своє життя залишала своє село один раз, щоб бути присутньою на беатифікації Марії Горетті в Римі в 1947 році, і здійснила туди паломництво разом з іншими членами Католицької Акції з 25 по 30 квітня. Кожного ранку перед роботою вона приймала Євхаристію і читала розарій з дому на роботу.
Морозіні почала надягати кармелітський скапулярій, а також вступила до Третього ордену святого Франциска.
4 квітня 1957 року близько 15:00 вона йшла додому і до неї підійшов чоловік. Він робив непристойні коментарі на її адресу та намагався зґвалтувати її; їй не вдалося втекти, але під час спроби ґвалтівник її забив камінням. Її брат знайшов П'єріну в калюжі крові та викликав допомогу, і її негайно доставили до лікарні. Морозіні померла, не приходячи до тями, у лікарні Бергамо 6 квітня 1957 року від отриманих травм.

## Беатифікація

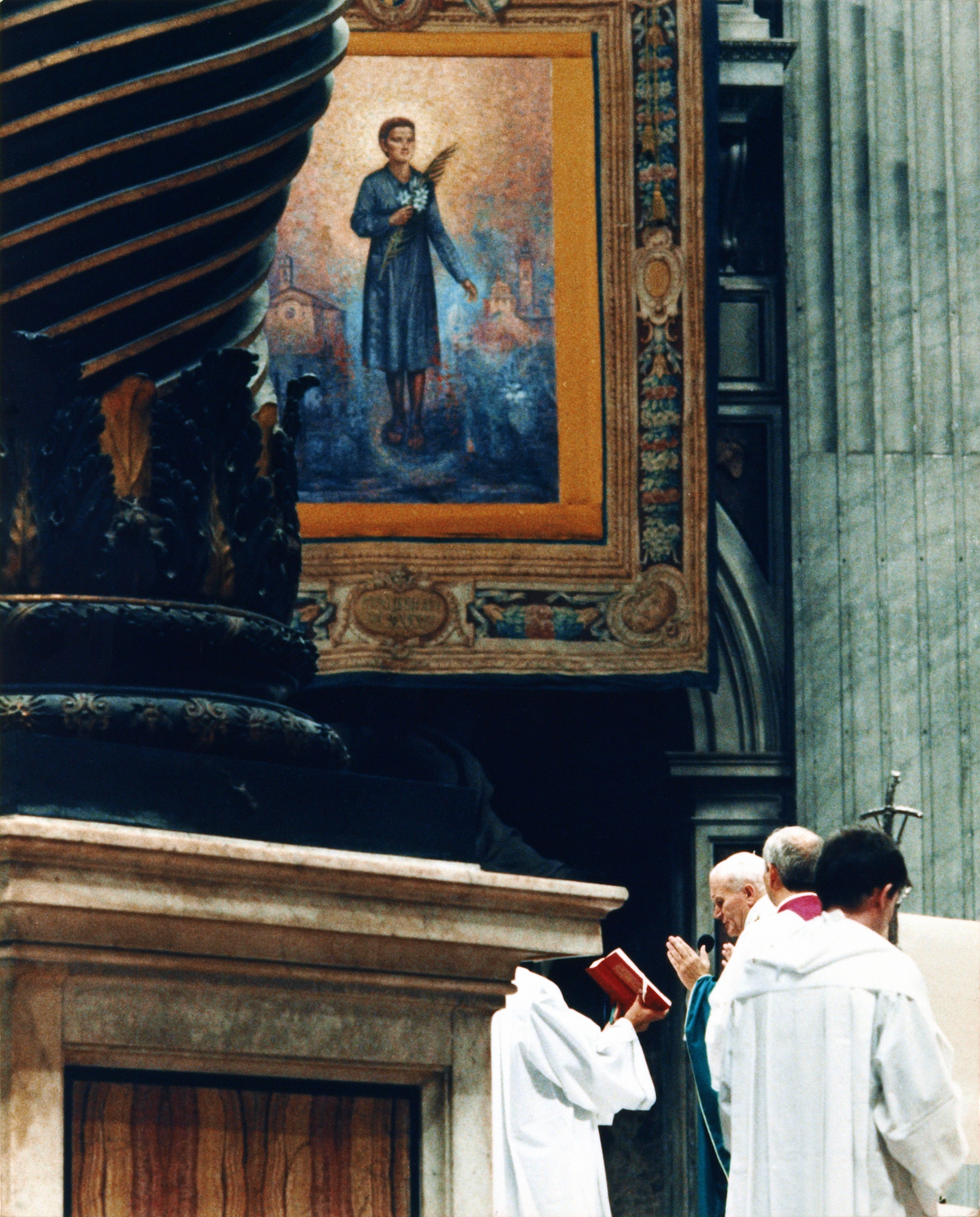
Беатифікацію очолює папа Іван Павло ІІ.

Справа беатифікації П'єріни Морозіні розпочалася 17 листопада 1979 року після того, як її було титуловано Слугою Божою, а Конгрегація у справах святих видала офіційну «nihil obstat» справі; єпархіальний процес тривав з 7 квітня 1980 року до 28 травня 1983 і отримав підтвердження 17 лютого 1984 р, перш ніж останній отримав досьє Positio в 1986 році. Теологи схвалили справу 13 січня 1987 року, а Конгрегація також зробила це 3 липня 1987 року; папа Іван Павло II підтвердив, що Морозіні померла «in defensum castitatis» (на захисті цнотливості), і тому 3 липня 1987 року затвердив її беатифікацію.
Іван Павло II беатифікував Морозіні 4 жовтня 1987 року в соборі Святого Петра.